# Festival Internacional de Cinema de Miami
O Festival Internacional de Cinema de Miami (em inglês, Miami International Film Festival - MIFF) é um festival de cinema anual estadunidense fundado em 1984 e realizado em Miami (Flórida) que exibe filmes independentes americanos e internacionais com foco especial em filmes ibero-americanos. O festival atrai a atenção internacional e local, com filmes exibidos em vários locais do centro da cidade e inclui longas-metragens, documentários, curtas-metragens e retrospectivas. A programação é selecionada de modo a incluir: premier de grandes cineastas e produtores, filmes socialmente relevantes, filmes multidisciplinares e experimentais e filmes que mostram músicos internacionais. A missão declarada do Festival Internacional de Cinema de Miami (MIFF) é unir a compreensão cultural e encorajar o desenvolvimento artístico.
Desde 2006, o início do festival mudou para a o mês de março. O festival já cresceu para se tornar um festival global abrangente com um atendimento anual de mais de 70.000 espectadores. O festival é realizado por 10 dias consecutivos, que abre anualmente na primeira sexta-feira de março.